# Caribbean Financial Action Task Force
De Caribbean Financial Action Task Force (CFATF) (Nederlands: Caribisch financieel actiegroep) is een organisatie van staten en gebieden in en rond het Caribisch gebied, die zich hebben verbonden om gezamenlijk maatregelen te nemen tegen het witwassen en de financiering van terrorisme. CFATF heeft momenteel 25 leden en is aangesloten bij de OESO-witwasgroep, bekend als Financial Action Task Force (FATF).

## Geschiedenis
CFATF werd opgericht na twee belangrijke vergaderingen op Aruba en Jamaica. In Aruba ontwikkelden vertegenwoordigers uit het Caribisch gebied en Midden-Amerika in 1990 een algemene aanpak met betrekking tot de problematiek van het witwassen van criminele opbrengsten en presenteerden zij 19 regiospecifieke aanbevelingen, de zgn. "Aruba recommendations". In 1992 resulteerde een ministeriële bijeenkomst in Kingston in een intentieverklaring ter uitvoering van de 40 FATF- en de 19 Aruba-aanbevelingen, implementatie van nationale wet- en regelgeving volgens het OAS-model en naleving van het Verdrag van de Verenigde Naties tegen de sluikhandel in verdovende middelen en psychotrope stoffen.

## Organisatie
De CFATF wordt geleid door een Raad van ministers, bestaande uit een vertegenwoordiger van elk lidstaat of gebied. De raad vergadert twee keer per jaar plenair. De voorzitter voor de periode 2018-2019 is de minister van Justitie van Barbados, Dale Marshall. Als regionale toezichthouder houdt CFATF periodiek "peergroep" evaluaties van de naleving van de FATF-standaard. De rapporten, "Mutual Evaluation Reports" genaamd, worden gepubliceerd op de CFATF-website. Het CFATF-secretariaat is gevestigd te Port of Spain, Trinidad. 